# Пранас Вайчайтіс
Пранас Вайчайтіс (10 лютого 1876 — 21 вересня 1901 ) — литовський поет. Після закінчення Маріямпольської гімназії вивчав право в Петербурзькому університеті. Через порушення литовської заборони на пресу в 1899 ув'язнений на місяць, через що в подальшому не міг знайти роботу за фахом юриста. За допомогою професора Едуарда Вольтерса отримав роботу в бібліотеці Російської академії наук, до того, як прогресуючий туберкульоз змусив його повернутися додому. Вайчайтіс помер у віці 25 років і залишив менше сотні віршів. Його перші поезії були опубліковані в 1896 у часописі «Varpas», хоча переважна більшість з них була опублікована у «Vienybė lietuvninkų», литовській газеті, що видавалася в Плімуті, штат Пенсільванія. Перша збірка віршів Вайчайтіса була опублікована посмертно в 1903 в США. Його поезії стали популярними, особливо вірші про природу в Литві, і були адаптовані до народних пісень. Поезія Вайчайтіса чутлива, інтимна, без складних метафор чи ліричних прийомів, із глибиною почуття, що відрізняє її від інших поезій того періоду.

## Життєпис

### Молодість і освіта
Вайчайтіс народився в селі Сантакай на річці Пента біля Синтаутая(Сувальська губернія, Королівство Польське). Відвідував початкову школу в Синтаутаї та Маріямпольську гімназію. Почав писати вірші у 13 років, але його перші твори не збереглися. Типово для того періоду, батьки Вайчайтіса хотіли, щоб він став священиком і продовжив навчання в семінарії священиків у Сейнах, але Пранас не відчував жодного покликання до священства і замість цього обрав вивчення права в Санкт-Петербурзькому університеті в 1895. Батьки відмовилися підтримувати Вайчайтіса матеріально через його відмову стати священиком; його батько залишався холодним і відстороненим до самої смерті. Пранас отримував допомогу від професора Едуарда Волтерса, але мав фінансові труднощі. Згідно з журналами відвідувачів, які зберіг Волтерс, Вайчайтіс відвідував його 29 разів у 1895 (перший раз 23 серпня), 33 рази у 1896 та 69 разів у 1897.
В університеті Вайчайтіс познайомився з литовським однокурсником Повіласом Вішінскісом, який став відомим як наставник літературного таланту. Вішінскіс надіслав до Варпасу три вірші Вайчайтіса, хоча редакція не рекомендувала їх подавати, оскільки надто багато поданих творів були надто аматорськими та дилетантськими; вірші були опубліковані в 1896 з приміткою редактора, що хоча поезія Вайчайтіса краща за середню, вона все ж доволі слабка. Можливо, ображений таким прийомом, Вайчайтіс надіслав інші свої вірші до «Vienybė lietuvninkų», литовської газети, що видавалася в Плімуті, штат Пенсільванія. Ця газета опублікувала більше шістдесяти його віршів під псевдонімом Пранцішкус Секупасака в 1897.
Влітку 1896 Вайчайтіс зустрів Юлію Пранайтіте в будинку її швагра Саліамонаса Банайтіса. На той час Пранайтіте була ученицею гімназії в Санкт-Петербурзі, і між нею та Вайчайтісом зав'язалася тісна дружба, яка завершилася їхніми заручинами.

### Арешт і хвороба
У 1897 Вайчайтіс був замішаний у справі «Сєтінаса». «Сєтінас» була організацією литовських книжкових контрабандистів, які займалися контрабандою та розповсюдженням забороненої литовської преси. Поліція виявила невелику бібліотеку нелегальних книг у двоюрідного брата Вайчайтіса — Антанаса Пранаса Даніляускаса. Оскільки в одному з його конфіскованих листів обговорювалося отримання для Вайчайтіса історії Литви Сімонаса Даукантаса, його також обшукала поліція, яка знайшла рукописний примірник литовської поеми Антанаса Баранаускаса. Це був особливо важкий час для Вайчайтіса, оскільки він втратив університетську стипендію та перебував під наглядом поліції протягом року. У 1899 поет протягом місяця відбував ув'язнення в Петропавлівській фортеці.
Вайчайтіс закінчив університет у червні 1899 року, але, будучи політично скомпрометованим, не зміг отримати роботу юриста в російському уряді. Він планував вивчати комерцію в Бельгії, але не мав коштів. За допомогою Волтерса (є натяки, що Вайчайтіс прожив у Волтерса близько півроку) йому вдалося влаштуватися на роботу в бібліотеку РАН, але через прогресуючу хворобу Вайчайтісу довелося повернутися додому в квітні 1901 р. Його лікував Йонас Стаугайтіс, а доглядала — наречена Пранайтете, Але у сім'ї не було грошей на більш широке лікування, і туберкульоз прогресував.
Вайчайтіс помер 21 вересня 1901 в батьківській хаті. Виготовлення і встановлення його надгробка організував Саліамонас Банайтіс. Він зібрав 95 рублів, придбав пам'ятник у Каунасі і перевіз його на кладовище в Синтаутай. Надгробок встановили до першої річниці смерті Вайчайтіса. Пам'ятник коштував понад 95 рублів, різницю в 23,5 рубля покрив Волтерс.

## Твори
Вайчайтіс залишив 98 відомих оригінальних віршів і 21 переклад віршів польських авторів, зокрема Марії Конопницької. Його рукописи не збереглися. У 2008 р. під час ремонту будинку в Каунасі серед інших паперів, які належали Мартинасу Янкусу, було виявлено три нових вірші та один чотиривірш Вайчайтіса. Буклет також містив вільний і скорочений переклад «Ночі перед Різдвом» Миколи Гоголя, який був опублікований Янкусом у 1892 р. Один із віршів датований 1883 роком, але це означає, що Вайчайтіс написав його, коли йому було сім років. Акуратний почерк вказує на те, що твір написаний учнем гімназії, а отже, текст датується 1890—1891 роками.
Поезія Вайчайтіса чутлива, інтимна, природна, без складних метафор чи ліричних прийомів. Глибина почуттів відрізняє його від інших литовських поетів кінця 19 ст. Творчість Вайчайтіса має риси як романтичної поезії, так і літературного реалізму. Вона включає в себе як традиції литовської народної пісні (включаючи загальні народні персоніфікації, паралелі та точність поетичних сцен) — кілька його віршів трансформовано в популярні народні пісні — так і елементи відомих польських поетів. Поезія різна за темою (природа, історія, патріотизм, соціальна нерівність, релігія, особистий досвід) і за настроєм (кохання, жаль, ностальгія, гнів, іронія), але часто виражає ідеї служіння своїй нації та пошуку справедливості. Його пізніша поезія особливо меланхолійна через відчуття наближення смерті; він перший почав писати елегії литовською мовою. Інші жанри — сонети, балади, сатири, епіграми . Твори Вайчайтіса вплинули на інших поетів, зокрема на Йонаса Крікшчунаса (Йовараса), Людаса Гіру, Юліуса Яноніса.
Вірші Вайчайтіса були вперше зібрані та опубліковані редакцією Vienybė lietuvninkų у США в 1903. Друге видання (1912) його віршів вийшло також у США. Зібрання творів Вайчайтіса за редакцією Людаса Ґіри, хоч і неповне, було опубліковано в Литві в 1921 р. Згодом з'явилися різні поетичні збірки: Lyrika ir satyra (1951), Rinktinė (1956), Yra šalis (1964), Lėkite, dainos (1975), Kas našlaičius priglaus? (1988). Нове видання зібрання творів було підготовлене Альбертасом Залаторіусом і Зеніусом Шилерісом і опубліковане в 1996 р. Біографію Вайчайтіса опублікували Юозас Клімайтіс (1994) і Зеніус Шилеріс (2001).

## Пам'ять
У 1936 Вінцас Ґрибас підготував макет пам'ятника Вайчайтісу, але він не був встановлений через фінансові труднощі та початку Другої світової війни. У 1965 зібрана невелика музейна експозиція; вона розміщувалася в середній школі в Синтаутаї, перш ніж її перевезли до садиби родини Вайчайтісів у 1995. У 1996 у садибі встановлено дерев'яну скульптуру роботи Кястутіса Красаускаса. Гранітний пам'ятник Вайчайтісу роботи скульптора Юозаса Шлівінскаса було відкрито в Синтаутаї в 2013.